# Nordens flag
 Der er for få eller ingen kildehenvisninger i denne artikel, hvilket er et problem. Du kan hjælpe ved at angive troværdige kilder til de påstande, som fremføres i artiklen.

Nordens flag, eller Kalmarunionens flag, blev i 1430 indført af kong Erik af Pommern og er gult med et rødt kors, "rykinsbaner Swa som aer eth röth kors oppa eth gulth fiaeld".   Danmarks ærkebiskopper i Lund havde et flag, der var rødt med et gult kors (som langt senere i 1800-tallet af professor Martin Weibull blev lanceret som Skånelandenes moderne hjemstavnssymbol), og Erik af Pommern vendte ærkebiskoppernes farver for den nordiske kirke om, da han skabte et sekulært nordisk symbol.  
Fra midten af 1990’erne til 2007 brugte man på Orkneyøerne et tilsvarende flag til at symbolisere øgruppen.
Den svenske kirkes flag minder i høj grad om Nordens flag.

## Nordens nationale flag
De nationale flag i Norden tæller både stats- og områdeflag. Blandt dem kan nævnes: Danmarks flag, Finlands flag, Færøernes flag, Grønlands flag, Islands flag, Norges flag, Samisk flag, Skånelands flag, Sveriges flag og Ålands flag.